# Frehley's Comet
I Frehley's Comet furono un gruppo Hair Metal fondato dall'ex chitarrista solista dei Kiss Ace Frehley nel 1984. Il gruppo durò quattro anni e realizzò tre album di cui un live album. Nel 1988 si sciolsero a causa della scelta di Frehley di intraprendere la carriera solista e dare alla luce Trouble Walkin' nel 1989.

## Storia
Dopo aver lasciato i Kiss nel 1982 (venendo sostituito da Vinnie Vincent), il chitarrista Ace Frehley si ritirò nel suo studio chiamato Ace In The Hole situato in Connecticut, e si isolò dal mondo esterno per un periodo. Frehley decise di riemergere con una nuova band proponendo alcune demo ai produttori Eddie Kramer, Vini Poncia e Chris Kimsey, già collaboratori dei Kiss.
La nuova band dello storico chitarrista venne chiamata Frehley's Comet, ed includeva anche l'amico di vecchia data Anton Fig. Il batterista sudafricano aveva già collaborato con Ace nel suo album solista dei Kiss del 1978 dal nome omonimo Ace Frehley, oltre ad aver suonato negli album dei Kiss Dynasty, Unmasked.
Oltre a Fig, Frehley arruolò il bassista John Regan, (già collaboratore di artisti come Peter Frampton, John Waite, oltre ad aver partecipato a delle sessioni per David Bowie, Rolling Stones e Billy Idol), il chitarrista newyorkese Richie Scarlet ed il tastierista Arthur Stead.
Mentre Frehley aveva progettato di lavorare con Eddie Kramer alla produzione, successivamente decise di intraprendere strade musicali differenti. Una parte del materiale era stato realizzato con Vini Poncia (produttore degli album Dynasty e Unmasked dei Kiss) prima di registrare una selezione di demo con il produttore Chris Kimsey. Non soddisfatto del risultato, Ace autoprodusse altri quattro brani, ed altri quattro con Tony Bongiovi (cugino di Jon Bon Jovi) ai Power Station Studios per poi ritornare a collaborare con Eddie Kramer, che Frehley scelse per la produzione del futuro debutto. Il gruppo firmò un contratto con l'emergente Megaforce Records di Johnny Z, che aveva appena firmato un importante accordo di distribuzione con la Atlantic Records. Poco prima dell'inizio delle registrazioni, Richie Scarlet abbandonò la band rimpiazzato dall'ex membro dei 707 Tod Howarth, che aveva recentemente suonato come turnista per Ted Nugent. Il debutto omonimo Frehley's Comet, pubblicato nel 1987 per la Megaforce guadagnò presto il disco d'oro negli States. Il genere era un pop metal molto vicino ai Kiss ma con un suono più moderno e robusto. La traccia "Calling To You" era una versione ri scritta del brano dei 707 chiamato "Megaforce". Dopo la realizzazione dell'album, il gruppo perse Anton Fig. Il batterista, suonò qualche data del tour della band, ma venne contattato per partecipare al programma TV David Letterman Show, venendo sostituito da Billy Ward. I Fehley's Comet suonarono di supporto a Alice Cooper nel suo tour americano verso la fine del 1987, dopo che Billy Ward venne rimpiazzato da Jamie Oldaker, ex membro della band di Eric Clapton. Nel 1988 viene pubblicato il mini live album Live+1 comprendente sei tracce live registrate in un concerto a Chicago (nel periodo con Anton Fig alla batteria). Questo includeva la traccia "Rip It Out" (tratto dal disco solista di Frehley nei Kiss), il brano dei Kiss "Rocket Ride", con l'aggiunta della traccia in studio "Words Are Not Enough". Poco dopo venne registrato un video live al Hammersmith Odeon di Londra, e i Frehley's Comet passarono metà del 1988 a suonare a tour in giro per gli States, questa volta di supporto agli Iron Maiden. Mentre in occasione di un concerto nel ruolo di headliner al Limelight Club di New York in luglio, Frehley raggiunse sul palco i suoi ex compagni dei Kiss Gene Simmons e Paul Stanley per suonare il brano "Deuce". Nello stesso periodo venne pubblicato il secondo album dei Frehley's Comet dal titolo di Second Sighting, che includeva la cover "Dancing With Danger" dei canadesi Streetheart.
Nel 1989, dopo i progetti per la pubblicazione del terzo album, Frehley abbandonò il titolo dei Frehley's Comet per intraprendere la vera e propria carriera solista sotto il nome di Ace Frehley.
Il chitarrista pubblicò Trouble Walkin', al quale parteciparono vari ospiti come Sebastian Bach e Dave Sabo degli Skid Row, e Peter Criss dei Kiss. Dopodiché il gruppo si sciolse definitivamente. Frehley raggiunse i Kiss che ritornarono alla formazione classica in occasione del loro tour mondiale nel 1996. Nel 1997 la Megaforce Records, dopo il grande successo della reunion dei Kiss, realizzò la compilation 12 Picks, che comprendeva sei tracce dei Frehley's Comet e sei tracce live tratte dallo show di Frehley al Hammersmith Odeon del 1988. L'album venne composto da John Regan.

## Formazione

### Ultima
- Ace Frehley - voce, chitarra solista (1984-88)
- Tod Howarth - chitarra ritmica, tastiere, cori (1986-88)
- John Regan - basso (1984-88)
- Jamie Oldaker - batteria (1988)

### Ex componenti
- Arthur Stead - tastiere (1984-85)
- Richie Scarlett - chitarra ritmica (1984-85)
- Anton Fig - batteria (1986-87)
- Billy Ward - batteria (1987)

## Discografia

### Album in studio
- 1987 - Frehley's Comet
- 1988 - Second Sighting

### Live
- 1988 - Live+1

### Raccolte
- 1997 - 12 Picks [contenente 6 tracce live dei Frehley's Comet]